# 横浜市警察
横浜市警察（よこはましけいさつ）は、かつて存在した神奈川県横浜市の自治体警察。

## 概要
従来の神奈川県警察部が解体され、1948年（昭和23年）3月7日に旧警察法及び横浜市警察本部の名称及び組織に関する条例（昭和23年横浜市条例第3号）により横浜市警察本部（名称は横浜市警察局）が横浜市役所内に設置される。翌年6月には横浜駅東口の出島地区に新庁舎が落成し移転した。なお庁舎があった場所は、現在は横浜スカイビルの敷地の一部になっている。
1954年（昭和29年）に新警察法が公布された。これにより国家地方警察と自治体警察が廃止され、新たに都道府県警察として神奈川県警察が発足。川崎市警察など県内の自治体警察は神奈川県警察に吸収されたが、横浜市警察は1年に限って存続が許された。そして、1年後の1955年（昭和30年）7月1日に神奈川県警察に統合され、姿を消した。

## 組織
1952年（昭和27年）時点
- 秘書室
- 警務部
  - 警務課、指導課、会計課、通信課、警察学校
- 警ら保安部
  - 警ら交通課、警備第一課、警備第二課、少年保安課
- 刑事部
  - 捜査第一課、捜査第二課、鑑識統計課

## 警察署
1952年（昭和27年）時点
- 加賀町警察署（中区の関内地区）
- 山手警察署（中区の山手・本牧・根岸地区）
- 伊勢佐木警察署（中区の関外地区）
- 寿警察署（南区の南吉田・南太田・井土ケ谷・蒔田・弘明寺・六ツ川地区）
- 磯子警察署（磯子区）
- 金沢警察署（金沢区）
- 戸部警察署（西区）
- 神奈川警察署（神奈川区・旧都筑郡を除いた港北区）
- 鶴見警察署（鶴見区）
- 保土ケ谷警察署（保土ケ谷区）
- 大岡警察署（南区の上大岡・日下・永野地区）
- 川和警察署（港北区のうち旧都筑郡の地域）
- 戸塚警察署（戸塚区）
- 水上警察署（横浜港）

※括弧内は管轄地。なお区名・区域は当時のもの。

## 歴代警察長
1. 小林正基

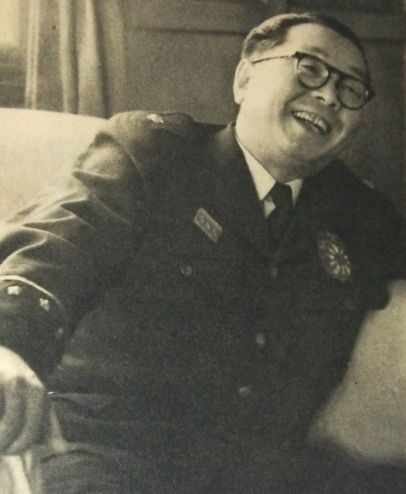
小林正基（1954年）

2. 玉村四一（警視長） - 横浜市警察廃止後は岡山県警察本部長になる。

## 主な事件
- 桜木町事故